# Giro dell'Appennino 1961
Il Giro dell'Appennino 1961, ventiduesima edizione della corsa, si svolse il 23 settembre 1961, su un percorso di 229 km. La vittoria fu appannaggio dell'italiano Adriano Zamboni, che completò il percorso in 6h00'00", precedendo i connazionali Roberto Falaschi e lo spagnolo Federico Bahamontes.
I corridori che partirono furono 110, mentre coloro che tagliarono il traguardo di Pontedecimo furono 66.

## Ordine d'arrivo (Top 10)
| Pos. | Corridore           | Squadra        | Tempo    |
| ---- | ------------------- | -------------- | -------- |
| 1    | Adriano Zamboni     | Molteni        | 6h00'00" |
| 2    | Roberto Falaschi    | Ignis          | s.t.     |
| 3    | Federico Bahamontes | Vov            | a 1'45"  |
| 4    | Diego Ronchini      | Carpano        | a 1'55"  |
| 5    | Dino Bruni          | Ignis          | a 2'50"  |
| 6    | Rino Benedetti      | Ignis          | s.t.     |
| 7    | Angelo Conterno     | Baratti-Milano | s.t.     |
| 8    | Giancarlo Gentina   | Carpano        | s.t.     |
| 9    | Renato Giusti       | Torpado        | s.t.     |
| 10   | Italo Mazzacurati   | Carpano        | s.t.     |